# Carl Fahlberg
Carl Nilsson Fahlberg, född i Falun, död 1796 i Uppsala, var en svensk guldsmed.
Fahlberg räknas till en av de mest framstående guldsmederna i Sverige under 1700-talets slut. För Uppsala domkyrka utförde han ett altarkärl och för Övergrans kyrka en brudkrona. Fahlberg är representerad vid Nordiska museet i Stockholm. 